# Natrodufrénit
Natrodufrénit ist ein selten vorkommendes Mineral aus der Mineralklasse der „Phosphate, Arsenate und Vanadate“ mit der chemischen Zusammensetzung NaFe2+Fe3+5[(OH)6|(PO4)4]·2H2O und damit ein wasserhaltiges Natrium-Eisen-Phosphat mit zusätzlichen Hydroxidionen.
Natrodufrénit kristallisiert im monoklinen Kristallsystem und entwickelt meist kompakte, sphärolithische bis radialstrahlige Mineral-Aggregate aus faserigen Kristallen bis etwa fünf Millimeter Durchmesser von blaugrüner oder grünlichbrauner bis grünlichschwarzer Farbe.

## Etymologie und Geschichte
Erstmals entdeckt wurde das Mineral bereits 1910 durch Antoine Lacroix in der französischen Gemeinde Rochefort-en-Terre (Bretagne), der es jedoch fälschlicherweise für den bereits bekannten Dufrénit (Ca0,5Fe2+Fe3+5[(OH)6|(PO4)4]·2 H2O) hielt. François Fontan, François Pillard und François Permingeat stellten 1981 bei der Untersuchung der alten Mineralprobe jedoch fest, dass sie statt des zu erwartenden Calciumanteils einen überwiegenden Natriumanteil enthielt.
Fontan, Pillard und Permingeat benannten das neue Mineral nach seinem relevanten Natriumgehalt und seiner Verwandtschaft mit Dufrénit als Natrodufrénit und reichten ihre Ergebnisse zur Prüfung bei der International Mineralogical Association ein (interne Eingangsnummer der IMA: 1981-033), die den Natrodufrénit noch im selben Jahr als eigenständiges Mineral anerkannten. Die seit 2021 ebenfalls von der IMA/CNMNC anerkannte Kurzbezeichnung (auch Mineral-Symbol) von MineralName lautet „Ndf“.
Typmaterial des Mineral wird im Muséum national d’histoire naturelle (MHN, Katalognummern 106384 und 106385) und in der Mines ParisTech (École nationale supérieure des mines, ENSM, Katalognummer 18329) in Paris aufbewahrt.

## Klassifikation
Da der Natrodufrénit erst 1981 als eigenständiges Mineral anerkannt wurde, ist er in der zuletzt 1977 überarbeiteten 8. Auflage der Mineralsystematik nach Strunz noch nicht verzeichnet.
In der zuletzt 2018 überarbeiteten Lapis-Systematik nach Stefan Weiß, die formal auf der alten Systematik von Karl Hugo Strunz in der 8. Auflage basiert, erhielt das Mineral die System- und Mineralnummer VII/D.11-130. Dies entspricht der Klasse der „Phosphate, Arsenate und Vanadate“ und dort der Abteilung „Wasserhaltige Phosphate, mit fremden Anionen“, wo Natrodufrénit zusammen mit Beraunit, Bermanit, Burangait, Dufrénit, Ercitit, Ferristrunzit, Ferrostrunzit, Gayit, Gormanit, Kakoxen, Kamarizait, Kayrobertsonit, Kidwellit, Matioliit, Metavivianit, Meurigit-K, Meurigit-Na, Phosphofibrit, Souzalith, Strunzit, Tinticit, Zincoberaunit und Zincostrunzit sowie den inzwischen diskrditierten Mineralen Eleonorit und Laubmannit eine unbenannte Gruppe mit der Systemnummer VII/D.11 bildet.
Die von der International Mineralogical Association (IMA) zuletzt 2009 aktualisierte 9. Auflage der Strunz’schen Mineralsystematik ordnet den Natrodufrénit ebenfalls in die Abteilung der „Phosphate usw. mit zusätzlichen Anionen; mit H2O“ ein. Diese ist allerdings weiter unterteilt nach der relativen Größe der beteiligten Kationen und dem Stoffmengenverhältnis der zusätzlichen Anionen zum Phosphat-, Arsenat- bzw. Vanadatkomples (RO4). Das Mineral ist hier entsprechend seiner Zusammensetzung in der Unterabteilung „Mit großen und mittelgroßen Kationen; (OH usw.) : RO4 > 1 : 1 und < 2 : 1“ zu finden, wo es zusammen mit Burangait, Dufrénit, Gayit und Matioliit die „Dufrénitgruppe“ mit der Systemnummer 8.DK.15 bildet.
In der vorwiegend im englischen Sprachraum gebräuchlichen Systematik der Minerale nach Dana hat Natrodufrénit die System- und Mineralnummer 42.09.01.03. Auch dies entspricht der Klasse der „Phosphate, Arsenate und Vanadate“ und dort der Abteilung der „Wasserhaltige Phosphate etc., mit Hydroxyl oder Halogen“. Hier ist er zusammen mit Burangait, Dufrénit, Gayit und Matioliit in der „Burangaitgruppe“ mit der Systemnummer 42.09.01 innerhalb der Unterabteilung „Wasserhaltige Phosphate etc., mit Hydroxyl oder Halogen mit (A)3(XO4)2Zq × x(H2O)“ zu finden.

## Kristallstruktur
Natrodufrénit kristallisiert monoklin in der Raumgruppe C2/c (Raumgruppen-Nr. 15) mit den Gitterparametern a = 25,83 Å; b = 5,15 Å; c = 13,77 Å und β = 111,5° sowie 4 Formeleinheiten pro Elementarzelle.

## Bildung und Fundorte
Natrodufrénit bildet sich sekundär bei niedrigen Temperaturen in absinkenden und verwitternden, limonitischen Erzgängen, wo er meist in Paragenese mit Cyrilovit und Goethit auftritt.
Als seltene Mineralbildung konnte Natrodufrénit nur an wenigen Orten nachgewiesen werden, wobei weltweit bisher rund 60 Vorkommen dokumentiert sind (Stand 2024). Neben seiner Typlokalität Rochefort-en-Terre fand man das Mineral in Frankreich noch im Steinbruch „La Lande“ bei Plumelin in der Bretagne, bei Échassières im Département Allier in der Auvergne und im Steinbruch „Puech de Leguo“ bei La Capelle-Bleys im Département Aveyron in Midi-Pyrénées.
In Deutschland kennt man Natrodufrénit bisher nur aus der Grube Althollert (Hollertszug) bei Dermbach (Herdorf) in Rheinland-Pfalz und von den Greifensteinen bei Ehrenfriedersdorf in Sachsen.
Der einzige bisher bekannte Fundort in Österreich ist Eichberg in der Marktgemeinde Großdietmanns in Niederösterreich.
Weitere bisher bekannte Fundorte liegen unter anderem in Argentinien, Australien, Chile, Italien, Marokko, Portugal, Spanien, Tschechien und im US-Bundesstaat Arizona.